# Apol·loni d'Antioquia
Apol·loni d'Antioquia (en grec antic Άπολλώνιος Ἀντιοχεύς) va ser un metge grec pertanyent a la secta dels empírics, una de les sectes o corrents de la medicina grecoromana.
Va viure probablement al segle ii aC i és posterior a Serapió d'Alexandria i anterior a Menòdot de Nicomèdia. Va ser el pare d'un altre metge del mateix nom conegut per Apol·loni Empíric.